# Фабіан Шмітт
Фабіан Бернхард Шмітт (нім. Fabian Bernhard Schmitt; нар. 15 червня 1992) — німецький борець греко-римського стилю, бронзовий призер чемпіонату Європи.

## Життєпис
Боротьбою почав займатися з 1996 року.
Виступає за борцівський клуб «Johannis 07» Нюрнберг. Тренер — Міхаель Карл (з 2011).
Чемпіон Німеччини у 2018 та 2019 роках; другий у 2012, 2013, 2017 та 2022 роках.

## Спортивні результати на міжнародних змаганнях

### Виступи на Чемпіонатах світу
| Змагання                        | Збірна    | Вагова категорія                 | Місце |
| ------------------------------- | --------- | -------------------------------- | ----- |
| Чемпіонат світу з боротьби 2019 | Німеччина | греко-римська боротьба, до 55 кг | 16    |
| Чемпіонат світу з боротьби 2021 | Німеччина | греко-римська боротьба, до 55 кг | 10    |
| Чемпіонат світу з боротьби 2022 | Німеччина | греко-римська боротьба, до 55 кг | 9     |

### Виступи на Чемпіонатах Європи
| Змагання                         | Збірна    | Вагова категорія                 | Місце  |
| -------------------------------- | --------- | -------------------------------- | ------ |
| Чемпіонат Європи з боротьби 2013 | Німеччина | греко-римська боротьба, до 55 кг | 14     |
| Чемпіонат Європи з боротьби 2019 | Німеччина | греко-римська боротьба, до 55 кг | Бронза |
| Чемпіонат Європи з боротьби 2020 | Німеччина | греко-римська боротьба, до 55 кг | 12     |
| Чемпіонат Європи з боротьби 2021 | Німеччина | греко-римська боротьба, до 55 кг | 5      |
| Чемпіонат Європи з боротьби 2022 | Німеччина | греко-римська боротьба, до 55 кг | 10     |
| Чемпіонат Європи з боротьби 2023 | Німеччина | греко-римська боротьба, до 55 кг | 7      |

### Виступи на Чемпіонатах світу серед військовослужбовців
| Змагання                                                  | Збірна    | Вагова категорія                 | Місце |
| --------------------------------------------------------- | --------- | -------------------------------- | ----- |
| Чемпіонат світу з боротьби серед військовослужбовців 2016 | Німеччина | греко-римська боротьба, до 59 кг | 15    |

### Виступи на Всесвітніх іграх військовослужбовців
| Змагання                                | Збірна    | Вагова категорія                 | Місце |
| --------------------------------------- | --------- | -------------------------------- | ----- |
| Всесвітні ігри військовослужбовців 2015 | Німеччина | греко-римська боротьба, до 59 кг | 7     |

### Виступи на інших змаганнях
| Змагання                                 | Збірна    | Вагова категорія                 | Місце  |
| ---------------------------------------- | --------- | -------------------------------- | ------ |
| Тор Мастерс 2013                         | Німеччина | греко-римська боротьба, до 55 кг | Бронза |
| Турнір Дана Колова — Николи Петрова 2013 | Німеччина | греко-римська боротьба, до 55 кг | 8      |
| Гран-прі Німеччини з боротьби 2013       | Німеччина | греко-римська боротьба, до 55 кг | 5      |
| Кубок Владислава Пітласинські 2013       | Німеччина | греко-римська боротьба, до 55 кг | 10     |
| Гран-прі Німеччини з боротьби 2018       | Німеччина | греко-римська боротьба, до 55 кг | Бронза |
| Тор Мастерс 2019                         | Німеччина | греко-римська боротьба, до 55 кг | Золото |
| Гран-прі Німеччини з боротьби 2019       | Німеччина | греко-римська боротьба, до 55 кг | Бронза |
| Гран-прі Загреба з боротьби 2021         | Німеччина | греко-римська боротьба, до 55 кг | Бронза |
| Тор Мастерс 2021                         | Німеччина | греко-римська боротьба, до 55 кг | Золото |
| Гран-прі Німеччини з боротьби 2022       | Німеччина | греко-римська боротьба, до 55 кг | Золото |
| Тор Мастерс 2023                         | Німеччина | греко-римська боротьба, до 55 кг | Золото |
| Гран-прі Німеччини з боротьби 2023       | Німеччина | греко-римська боротьба, до 55 кг | 4      |

### Виступи на змаганнях молодших вікових груп
| Змагання                                       | Збірна    | Вагова категорія                 | Місце |
| ---------------------------------------------- | --------- | -------------------------------- | ----- |
| Чемпіонат Європи з боротьби серед кадетів 2008 | Німеччина | греко-римська боротьба, до 50 кг | 20    |
| Чемпіонат Європи з боротьби серед кадетів 2009 | Німеччина | греко-римська боротьба, до 54 кг | 13    |